# Arthur Milne
Edward Arthur Milne, född den 14 februari 1896 i Hull, England, död den 21 september 1950 i Dublin, Irland, var en brittisk matematiker, astrofysiker och kosmolog.
Milne var fellow vid Trinity College, Cambridge 1919–1925, "assistant director" för solfysiksobservatoriet 1920–1924, docent i matematik vid Trinity 1924–1925 och universitetsdocent i astrofysik 1922–1925. Han var Beyer professor i tillämpad matematik vid Victoria University of Manchester 1924–1928 och utnämndes till Rouse Ball Professor i matematik och till fellow vid Wadham College i Oxford sistnämnda år. Milne var president för Royal Astronomical Society 1943–1945.
Milnes tidiga arbeten gällde matematisk astrofysik. Från 1932 kom han även att ägna sig åt problem kring det "expanderande universum". I sin Relativity, Gravitation, and World-Structure (1935), föreslår han ett alternativ till Albert Einsteins allmänna relativitetsteorin. 

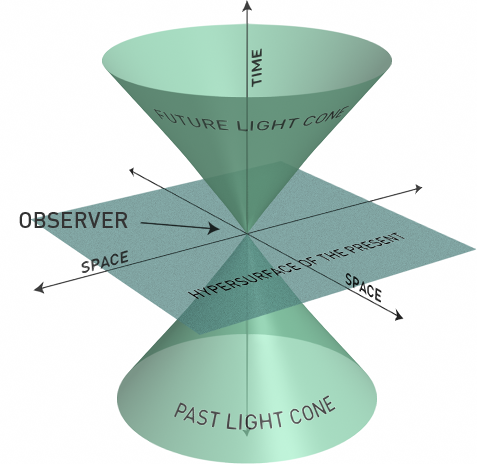
Milnes modell följer den speciella relativitetsteorins beskrivning av ett observerbart universum som innehåller en förfluten och en framtida ljuskon plus "annorstädes" i rumtiden.

## Milnes modeller
Den modell som Milne använde för att 1935 förutsäga den kosmologiska bakgrundsstrålningen skiljer sig markant från den som Eddington hade förutspått. “Relativity, Gravitation and World Structure” ägnar flera sidor åt att attackera Eddingtons föreställningar. Båda dessas arbetssätt blev dock föremål för en forskarkollegas kritik och de kom att bli indragna i en av 1930-talets större kontroverser, Herbert Dingle#Kontroverser, som slutade med att Hypotetisk-deduktiv metod blev den förhärskande vetenskapliga arbetsmetoden. 
Huvudskillnaden mellan denna Milnes första modell av ett expanderande kosmos och Einsteins gällande modell av universums expansion var att Milne inte a priori antog att universum materia är homogent fördelad. 
Milne hade använt sig av Lorentztransformationens formalism och Rindlerkoordinater för att ta fram en modell av ett tomt expanderande universum utan krökning. Hans senare arbeten, som gällde utvidgning av denna modell (1948) och stjärnors inre struktur, ledde in i Dingles fortsatta kontroverser om Lorentztransformationen och Milnes eleganta lösning är i dag sällan refererad. 

## Utmärkelser
- Royal Astronomical Societys guldmedalj (1935)
- Royal Societys Royal Medal (1941)
- Brucemedaljen (1945)
- Nedslagskratern Milne på månen[10]

## Eftermäle
Asteroiden 11767 Milne är uppkallad efter honom.